# أحمد نعينع
الشيخ أحمد نعينع قارئ قرآن مصري ويعد أحد أعلام هذا المجال البارزين، من مواليد 15 مارس 1954 بمركز مطوبس بمحافظة كفر الشيخ، درس الابتدائية والإعدادية في مدينته مطوبس ثم حصل على الثانوية من مدينة رشيد بمحافظة البحيرة، التحق بعدها بكلية الطب جامعة الإسكندرية وبعد تخرجه عمل في المستشفى الجامعي بالإسكندرية. حفظ القران الكريم وهو في عمر الثامنة وتعلم التجويد على يد الشيخ أحمد الشوا. قرأ نعينع القراءات العشر أيام دراسته الجامعية على يد الشيخ محمد فريد النعماني وزوجته الشيخ أم السعد، قرأ في مسجد السماك على مدار عشر سنوات.

## المشاركات الدولية
زار نعينع كثير من الدول العربية والإسلامية والأوروبية لإحياء ليالي شهر رمضان المبارك أو في مناسبات مختلفة، فسافر إلى إيران و ماليزيا وأندونيسيا وبروناي وباكستان والهند وأمريكا وكندا وعدد من الدول الأوروبية. شارك في مسابقة أقيمت عام 1995 في ماليزيا، بالإضافة لمسابقة أُقيمت في سلطنة بروناي.

## الجوائز
- في عام 1985م تمت دعوته للمشاركة في المسابقة الدولية لحفظ القران الكريم في نيودلهي عاصمة الهند، وفاز بالمركز الأول.

## وصلات خارجية
- تطبيق إذاعة القارئ أحمد نعينع
- مصحف القاريء أحمد نعينع
- مصحف القاريء أحمد نعينع
- مصحف القاريء أحمد نعينع